# Argyrotome arcuata
Argyrotome arcuata là một loài bướm đêm trong họ Geometridae.